# Viroqua ultima
Viroqua ultima este un gen de păianjeni din familia Salticidae (păianjeni săritori). Au fost găsiți doar în Australia, fiind descoperiți prima dată de Ludwig Carl Christian Koch în anul 1881, fiind catalogați în specia Jotus, ulterior fiind transferați în specia Viroquoa de George și Elizabeth Peckham în anul 1901. Numele provine, cel mai probabil, de la locația unde au fost găsiți, Viroqua, Wisconsin.